# Niphabryna granulosus
Niphabryna granulosus là một loài bọ cánh cứng trong họ Cerambycidae.